# Донська Цариця
Донська Цариця (рос. Донская Царица) — річка в Росії, протікає у Світлоярському і Калачевському районах Волгоградської області. Ліва притока Дону, впадає в Цимлянське водосховище.

## Географія
Донська Цариця починається біля хутора Північний, тече на північний захід. На лівому березі хутір Степаневка. Нижче на річці розташовані населені пункти Ярки-Рубежний, Бузиновка, Степовий, нижче за течією річка повертає на південний захід,  Тихоновка і Вербовський. Біля гирла зліва впадає річка Єрик. Донська Цариця впадає в Цимлянське водосховище біля селища Ляпичев, за 479 км від гирла Дону. Довжина річки становить 111 км, площа сточища — 992 км²